# قورباغه بوچاردی
قورباغه بوچاردی (نام علمی: Leptobrachium buchardi) نام یک گونه از سرده قورباغه‌های بادپای شرقی است.